# Volkova (krater)
Volkova är en nedslagskrater på planeten Venus. Volkova har fått sitt namn efter den ryska kemisten Anna Volkova.
Kratern har en diameter på ungefär 47 km.